# Trematodes
Trematodes är ett släkte av skalbaggar. Trematodes ingår i familjen Melolonthidae.
Kladogram enligt Catalogue of Life:
| Trematodes | \| \| Trematodes grandis \| \| \| \| \| \| Trematodes paratenebrioides \| \| \| \| \| \| Trematodes potanini \| \| \| \| \| \| Trematodes tenebrioides \| \| \| \| |
|            | \| \| Trematodes grandis \| \| \| \| \| \| Trematodes paratenebrioides \| \| \| \| \| \| Trematodes potanini \| \| \| \| \| \| Trematodes tenebrioides \| \| \| \| |
|            | Trematodes grandis |
|            | |
|            | Trematodes paratenebrioides |
|            | |
|            | Trematodes potanini |
|            | |
|            | Trematodes tenebrioides |
|            | |